# Caféiculture au Vietnam
Cet article fournit diverses informations sur la production de café au Vietnam.

## Histoire

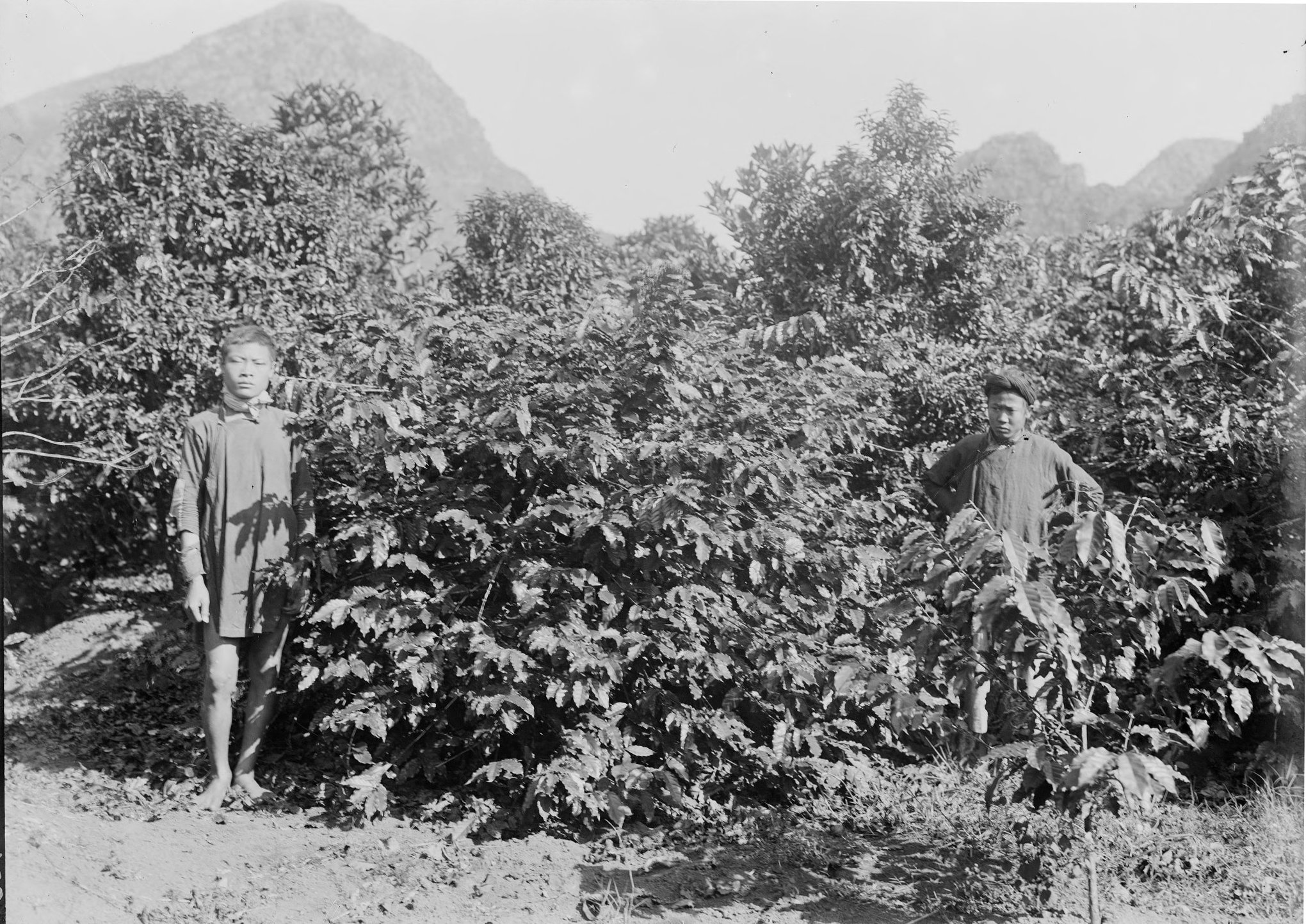
Caféiers sur la plantation de la Cressonnière, près de Kécheu, 1898.

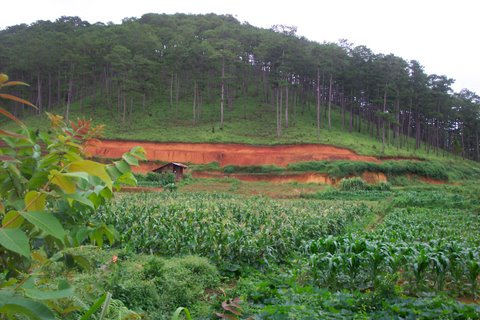
Champ de café près de Dalat.

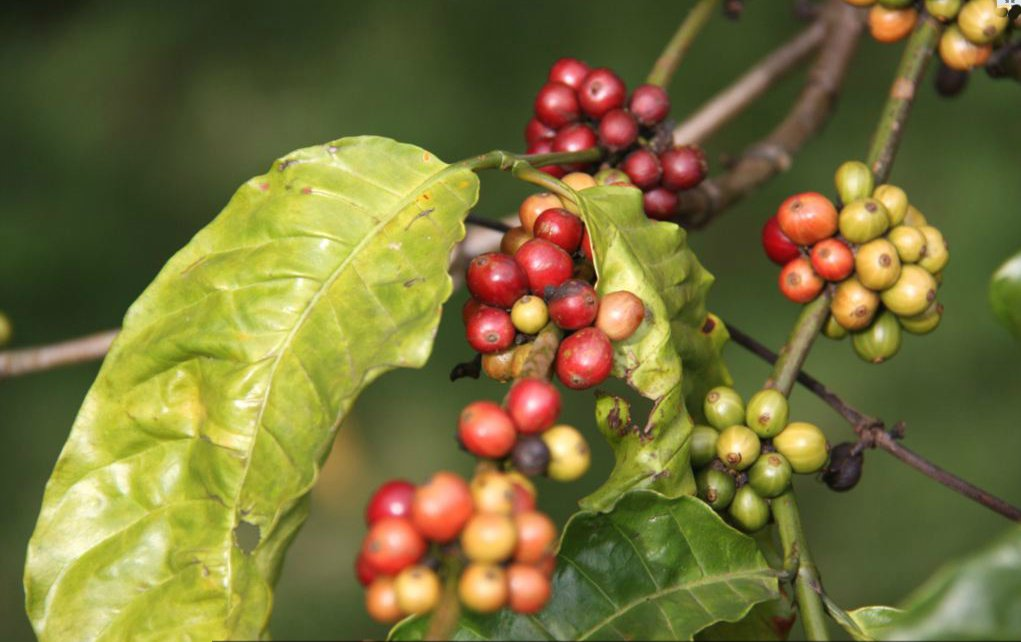
Maturation des cerises de café sur une ferme au Vietnam.

L'industrie de production du café au Vietnam date de l'ère de la colonisation française. Les Français ont apporté des plantes de café au Viêt Nam dans les années 1800, profitant du climat afin de créer des plantations de café massives, mais le développement n'a jamais été très important à l'époque coloniale.
En 1925, dans ce qui était appelé encore l'Indochine, il existait en 152 plantations européennes de caféiers au Tonkin et 38 dans le Nord de l'Annam. Au cours de la période 1930-1940 ce nombre a encore augmenté : après avoir cultivé presque exclusivement l'Arabica, la colonie s'est mis à la culture des caféiers nouveaux : excelsa au Tonkin et robusta en Annam. La production annuelle normale était de 1 500 ou 2 000 tonnes, mais à peine 1 000 tonnes étaient exportées. Une bonne partie était consommée sur place ou passait clandestinement en Chine. À la fin des années 1930, les possibilités de développement de cette culture sont jugées assez importantes dans le centre de l'Annam, ainsi que sur les Hauts plateaux du Kon Tum, du Darlac et le haut bassin du Donaï, mais après la Seconde Guerre mondiale, la révolte menée par Viet-Minh a obligé beaucoup de planteurs à fuir. Des plantations sont abandonnées, d'autres sont très négligées faute de moyens.
La guerre au pays, contre les États-Unis, perturbera encore plus la production du café. Les années 1975-1985 sont marquées par la collectivisation de l'agriculture ; le café sera essentiellement concentré dans les fermes d'Etat. Cette concentration facilitera par ailleurs la sédentarisation des minorités locales. Avec le renouveau, le Viêt Nam fait son retour dans le marché mondial dans les années 1990.
Cette remontée spectaculaire représente un gain net pour l'économie; le café est produit d'exportation clé du Viêt Nam, générant un revenu de plus de 1,5 milliard de dollars en 2012. Au total, le secteur du café représente 3 % du PIB national, en fournissant un moyen de subsistance pour près de 2,6 millions de personnes - 600.000 d'entre eux agriculteurs et beaucoup de groupes ethniques minoritaires. Seulement 5 % à 7 % de la production totale est utilisée pour la consommation intérieure, le reste est exporté, principalement vers les États-Unis et en Europe.

## Importance économique du café au Viêt Nam
La Rainforest Alliance travaille avec quatre groupes ethniques au Viêt Nam, y compris le Dao, le Hoa, le De et le Mnong. Lorsque les communautés gagnent une prime pour leurs fèves certifiées Rainforest Alliance, le retour est investi dans des programmes sociaux (éducation, réduction d'énergie et de pollution).
Le Viêt Nam est le plus important producteur de café robusta ou Coffea canephora. En 2012, le pays dépasse le Brésil comme premier exportateur mondial de café.
On prévoit que la récolte de café de la saison 2013/2014 du pays sera une récolte exceptionnelle de l'ordre de 17 000 000 à 29 500 000 sacs de 60 kg. Une aussi grande production va ajouter à la surproduction mondiale de cerises et ajoutera de la pression sur les prix du café qui ont perdu environ 10 pour cent depuis octobre 2012. L'industrie du café au pays a pris un coup ; des 127 entreprises exportatrices de café locaux qui opéraient en 2012, 56 ont cessé leurs activités ou se sont orientées vers d'autres secteurs d'activités. Ceci est le résultat d'avoir contracté des emprunts qu'ils ne peuvent rembourser. Quelques entreprises, comme le premier exportateur de café du Viêt Nam (le groupe Intimex), bénéficieront de la récolte 2013. Intimex représente un quart des exportations de café du pays et a fait 1,2 milliard de dollars de revenus en 2012.
Le montant des prêts ou des dettes dans le secteur du café susceptibles d'aller impayés se fiche à 8 billions de dong (379 millions de dollars), soit environ 60 pour cent de tous les prêts pour l'industrie du café au Viêt Nam.

## Marques de café locales
Parmi les marques de café locales, citons Vinacafe et Trung Nguyên comme exemples vendus à l'extérieur du pays. Le marché intérieur vietnamien du café est divisé entre trois marques, mené par Vinacafe, suivi par Nestcafe et G7 de Trung Nguyen. Les trois plus grandes marques sont en concurrence les uns avec les autres avec des investissements lourds dans les technologies, les usines, la baisse des prix de vente et en proposant des campagnes de promotion des ventes. D'autres marques moins connues ont également tenté de diversifier leurs produits pour se partager ce qui reste du marché.